# John George Walker
John George Walker, KNZM, CBE, (Papakura, Auckland; 12 de gener, 1952) és un ex atleta de Nova Zelanda, especialista en proves de mig fons, i actual polític regional d'Auckland.

## Atletisme
El seu primer gran èxit arribà als Jocs de la Commonwealth de Christchurch 1974, on guanyà dues medalles, una plata en 1500 i un bronze en 800 metres llisos.
Walker fou el primer atleta a baixar de 3:50 minuts a la prova de la milla. Ho assolí el 12 d'agost de 1975 a Göteborg, Suècia. Mantingué aquest rècord fins al 17 de juliol de 1979, quan fou trencat per Sebastian Coe. El 30 de juny de 1976 va batre el rècord del món de 2000 metres (4:51.4) a Oslo, Noruega. També va trencar el rècord del món dels 1500 metres en pista coberta (3:37.4) el 1979.
El seu èxit més gran arribà als Jocs Olímpics de Montreal 1976. En la prova de 800 metres no aconseguí arribar a la final, però en els 1500 guanyà la medalla d'or. El boicot de 22 països africans als Jocs, el convertiren en el millor especialista de la prova.
La seva darrera medalla la guanyà als Jocs de la Commonwealth de Brisbane 1982, plata als 1500 metres, per darrere de Steve Cram. Posteriorment es passà a la prova de 5000 metres, sense massa èxit, competint als Jocs Olímpics de 1984 i als de la Commonwealth de 1986.

## Millors marques
| Distància | Temps      | Seu          | Data |
| --------- | ---------- | ------------ | ---- |
| 800 m     | 1:44.92    | Christchurch | 1974 |
| 1000 m    | 2:16.6 NR  | Oslo         | 1980 |
| 1500 m    | 3:32.4     | Oslo         | 1975 |
| Milla     | 3:49.08 NR | Oslo         | 1982 |
| 2000 m    | 4:51.4 NR  | Oslo         | 1976 |
| 3000 m    | 7:37.49 NR | Londres      | 1982 |

NR: Rècord Nacional

## Política
Des de les eleccions locals neozelandeses de 2010 Walker és un dels 20 consellers del consell d'Auckland, el consell regional de la regió d'Auckland. Walker representa la circumscripció electoral de Manurewa-Papakura i és independent. En les eleccions de 2010 Walker quedà en primer lloc en la seva circumscripció al rebre un total de 20.996 vots.